# دیوکلس
دیوکلس ریاضیدان و فیزیکدان یونانی بود که احتمالاً در سدهٴ دوم ق م می‌زیست. او پس از ارشمیدس و پیش از گمینوس می‌زیست. او کتابی دربارهٴ آینه‌های سوزاننده نوشت؛ مسئلهٴ تقسیم کره را به نسبت معین به وسیلهٴ یک مقطع افقی حل کرد؛ منحنی پیچک‌وار را ابداع کرد و آن را برای تضعیف مکعب به کار برد.